# Coupe d'Afrique des vainqueurs de coupe de football 1992
Navigation
Édition précédente Édition suivante
La Coupe d'Afrique des vainqueurs de coupe de football 1992 est la dix-huitième édition de la Coupe d'Afrique des vainqueurs de coupe. 
Cette compétition qui oppose les vainqueurs des Coupes nationales voit le sacre de l'Africa Sports de Côte d'Ivoire, dans une finale qui se joue en deux matchs face aux Burundais du Vital’O FC. Il s'agit du tout premier titre continental pour l'Africa Sports, qui avait déjà disputé  (et perdu) deux finales continentales, une en Coupe des coupes 1980 et une en Coupe des clubs champions 1986. Quant au Vital’O, il réalise la meilleure performance d'un club burundais en Coupe d'Afrique avec cette finale.

## Tour préliminaire
| Équipe 1                | Résultat      | Équipe 2              | Aller | Retour |
| ----------------------- | ------------- | --------------------- | ----- | ------ |
| ASDR Fatima             | 4 - 1         | Atlético Malabo       | 3 - 0 | 1 - 1  |
| forfait Chief Santos FC | -             | Mochudi Centre Chiefs | -     | -      |
| Denver Sundowns         | 6 - 4         | Clube de Gaza         | 5 - 3 | 1 - 1  |
| Mogas 90                | 3 - 2         | Postel 2000           | 3 - 0 | 0 - 2  |
| Ports Authority FC      | 3 - 1         | ASC Douanes           | 3 - 0 | 0 - 1  |
| Railways SC             | 1 - 1 3-2 tab | Matlama FC            | 1 - 0 | 0 - 1  |

## Premier tour
| Équipe 1                     | Résultat      | Équipe 2                 | Aller | Retour |
| ---------------------------- | ------------- | ------------------------ | ----- | ------ |
| AFC Leopards                 | 2 - 3         | Al Ahly SC               | 2 - 1 | 0 - 2  |
| AS Mandé Bamako              | 2 - 5         | USM Bel Abbès            | 2 - 0 | 0 - 5  |
| ASDR Fatima                  | 1 - 0         | Tonnerre Yaoundé         | 1 - 0 | 0 - 0  |
| Al Merreikh Omdurman         | 2 - 1         | Express FC               | 1 - 0 | 1 - 1  |
| Mochudi Centre Chiefs        | 0 - 6         | Power Dynamos FC'T'      | 0 - 2 | 0 - 4  |
| Denver Sundowns              | 2 - 6         | Kabwe Warriors FC        | 1 - 3 | 1 - 3  |
| ASC Diaraf                   | 2 - 3         | ASFAG Conakry            | 0 - 1 | 2 - 2  |
| Elecsport Bouansa            | 2 - 1         | El-Kanemi Warriors       | 2 - 0 | 0 - 1  |
| Invincible Eleven            | 1 - 2         | Great Olympics           | 0 - 2 | 1 - 0  |
| Mogas 90                     | 1e - 1        | Étoile sportive du Sahel | 0 - 0 | 1 - 1  |
| Olympic FC de Niamey         | 1 - 0         | Al Ahly Benghazi         | 1 - 0 | 0 - 0  |
| Atlético Petróleos de Luanda | 1 - 1 3-4 tab | DC Motema Pembe          | 1 - 0 | 0 - 1  |
| Ports Authority FC           | 2 - 6         | Africa Sports            | 2 - 2 | 0 - 4  |
| Railways SC                  | -             | Highlanders FC forfait   | -     | -      |
| USM Libreville               | 2 - 0         | ASFA Yennenga            | 2 - 0 | 0 - 0  |
| Vital’O FC                   | 2 - 2 4-3 tab | BTM Antananarivo         | 2 - 0 | 0 - 2  |

## Huitièmes de finale
| Équipe 1             | Résultat      | Équipe 2                  | Aller | Retour |
| -------------------- | ------------- | ------------------------- | ----- | ------ |
| Africa Sports        | 6 - 2         | USM Bel Abbès             | 5 - 1 | 1 - 1  |
| DC Motema Pembe      | 4 - 3         | Great Olympics            | 4 - 2 | 0 - 1  |
| Mogas 90             | 3 - 2         | ASFAG Conakry             | 3 - 1 | 0 - 1  |
| Vital’O FC           | -             | Power Dynamos FCT forfait | -     | -      |
| Elecsport Bouansa    | 2 - 4         | ASDR Fatima               | 1 - 0 | 1 - 4  |
| Kabwe Warriors FC    | 1 - 1 3-4 tab | Al Ahly SC                | 1 - 0 | 0 - 1  |
| Railways SC          | 3 - 4         | Al Merreikh Omdurman      | 2 - 1 | 1 - 3  |
| Olympic FC de Niamey | 3 - 3e        | USM Libreville            | 3 - 2 | 0 - 1  |

## Quarts de finale
| Équipe 1             | Résultat | Équipe 2        | Aller | Retour |
| -------------------- | -------- | --------------- | ----- | ------ |
| ASDR Fatima          | 1 - 2    | Vital’O FC      | 0 - 0 | 1 - 2  |
| Al Merreikh Omdurman | 4 - 2    | USM Libreville  | 3 - 0 | 1 - 2  |
| Mogas 90             | 0 - 2    | DC Motema Pembe | 0 - 0 | 0 - 2  |
| Al Ahly SC           | 2 - 3    | Africa Sports   | 2 - 0 | 0 - 3  |

## Demi-finales
| Équipe 1             | Résultat | Équipe 2        | Aller | Retour |
| -------------------- | -------- | --------------- | ----- | ------ |
| Al Merreikh Omdurman | 3 - 4    | Vital’O FC      | 1 - 0 | 2 - 4  |
| Africa Sports        | 5 - 3    | DC Motema Pembe | 4 - 2 | 1 - 1  |

## Finale
| Équipe 1   | Résultat | Équipe 2      | Aller | Retour |
| ---------- | -------- | ------------- | ----- | ------ |
| Vital’O FC | 1 - 5    | Africa Sports | 1 - 1 | 0 - 4  |

## Vainqueur
| Coupe d'Afrique des vainqueurs de coupe Vainqueur 1992 |
| ------------------------------------------------------ |
| Africa Sports Premier titre                            |